# Lily Parr
Lillian Parr, detta Lily (St Helens, 26 aprile 1905 – Preston, 24 maggio 1978), è stata una calciatrice britannica.

## Biografia
Parr era la quarta di sette figli di una famiglia di classe operaia. Dopo l'impiego alla Dick Kerr's lavorò come infermiera. Cominciò la sua carriera di calciatrice da ragazzina nelle St Helens Ladies. Con questa squadra giocò contro la più forte squadra di calcio femminile di quegli anni, le Dick, Kerr's Ladies, che decisero di ingaggiarla offrendole un posto di lavoro nella fabbrica proprietaria della squadra e un rimborso delle spese.
Nel suo primo campionato con le Dick, Kerr's Ladies, ancora quattordicenne, realizzò 43 gol. Continuò a giocare nelle Dick, Kerr's Ladies (successivamente ribattezzate Preston Ladies, perché la ditta Dick, Kerr & Co. subì delle pressioni e dovettero rinunciare nel 1926 a sponsorizzare la squadra) fino al 1951.
Nella sua carriera, terminata nel 1951, ha realizzato oltre 1.000 gol.
Dichiaratamente lesbica, ha convissuto con la compagna Mary ed è diventata un'icona dei diritti LGBT.
Nel 2002, quando fu inaugurata la "Hall of Fame" del National Football Museum di Preston, è stata scelta (unica donna) per essere inserita tra i nomi prescelti come i più grandi del calcio britannico. È sepolta nella città natia di St Helens, nel Merseyside.